# 三氧化铬
三氧化铬（化学式：CrO3）是铬（VI）的氧化物，通常呈暗红色斜方结晶，可溶于水、醇、硫酸和乙醚，但不溶于丙酮（丙酮遇到三氧化鉻会发生剧烈爆炸），容易潮解。溶于水生成铬酸。具强氧化性。三氧化铬、硫酸和丙酮用于将醇氧化为羧酸或酮（Jones氧化反应）。
三氧化铬可以通过重铬酸钠和浓硫酸反应沉淀出来，因此曾长期被称作铬酸。它于197 °C以上分解，逐渐失去氧，中间产物有黑色的二氧化铬，最终产物为三氧化二铬。
它可以与很多有机化合物（如吡啶）形成通式为CrO3·2L的加合物。

## 结构
CrO3是Cr原子和O原子构成的线状聚合物，每个Cr原子还连有另外两个氧，化学式为(CrO3)n。当溶于水、叔丁醇、吡啶或醋酐时会发生解聚。溶剂是醇时，产物为铬酸酯。

## 化学性质
三氧化铬可以和氢氧化钠反应，产生铬酸钠或重铬酸钠。
和吡啶、盐酸共同作用成盐：
CrO3 + C5H5N + HCl → C5H6N+CrO3Cl-

## 安全
铬酸酐本身不可燃，但遇有机物和易燃物质，能导致有机物、可燃物的燃烧，与硫、磷及某些有机物混合，经摩擦、撞击，有引起燃爆的危险，与松软的粉末状可燃物能组成爆炸性混合物。可用雾状水及砂土灭火。乙醇与之混合后会发生剧烈燃烧。
三氧化铬具强致癌性（六价铬）和腐蚀性。

## 用途
三氧化铬主要有以下用途：
- 金属镀铬
- 金属抛光
- 电解制高纯金属铬
- 鞣革和印染
- 合成橡胶及油脂精制